# Mitsubishi AAM-3
Tên lửa không đối không Shiki 90 (90式空対空誘導弾, きゅうまるしきくうたいくうゆうどうだん) là loại tên lửa không đối không tầm ngắn của Nhật Bản. Nó được phát triển từ năm 1975 nhưng đến năm 1990 mới hoàn tất và được phê duyệt việc chế tạo đảm nhiệm bởi Tập đoàn công nghiệp nặng Mitsubishi. Loại tên lửa này dùng để thay thế toàn bộ tên lửa AIM-9 Sidewinder của Hoa Kỳ trong lực lượng phòng vệ Nhật Bản. Loại tên lửa này còn được biết với tên AAM-3.